# Tasman Bridge
Le Tasman Bridge est un pont à poutres qui franchit la Derwent River à Hobart dans l'État de Tasmanie en Australie. Il assure la plus grande partie du trafic entre le centre-ville, sur la rive ouest et la rive est où se trouvent l'aéroport international de Hobart et le stade Bellerive Oval.
Il dispose de cinq voies de circulation et de deux allées piétonnières mais il n'a pas de voie réservée aux cyclistes. Toutefois, les marches des escaliers des chemins piétonniers ont été remplacées récemment par des rampes.

## Histoire
Le premier pont pour traverser la Derwent à Hobart était un pont levant. Mais, dans les années 1950, avec le développement de la rive orientale, il a été décidé de construire un pont plus large: l'ancien pont devait faire face à des difficultés croissantes de gestion de l'accroissement de trafic et le fait de devoir lever constamment le pont pour laisser passer les navires était contraignant.
La construction a commencé en mai 1960 et le pont a été ouvert à la circulation (2 voies seulement) le 18 août 1964. Le pont a été achevé avec ses quatre voies le 23 décembre 1964. Il a été officiellement ouverte le 18 mars 1965 par SAR le Prince Richard de Gloucester.
En pointe, la construction du pont a nécessité l'emploi de plus de 400 personnes.
Le 5 janvier 1975 a lieu le désastre du Tasman Bridge au cours duquel le vraquier Lake Illawarra percute des piles du pont en l'endommageant.
En 2022, l'état de Tanzanie annonce l'aménagement prochaine de voies piétonnes sur les flancs du pont et la modernisation de son éclairage.

## Galerie de photos

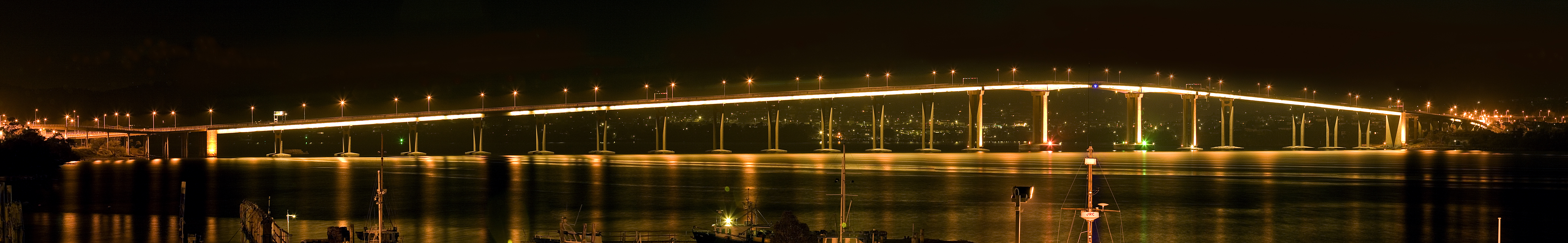
Tasman Bridge la nuit.

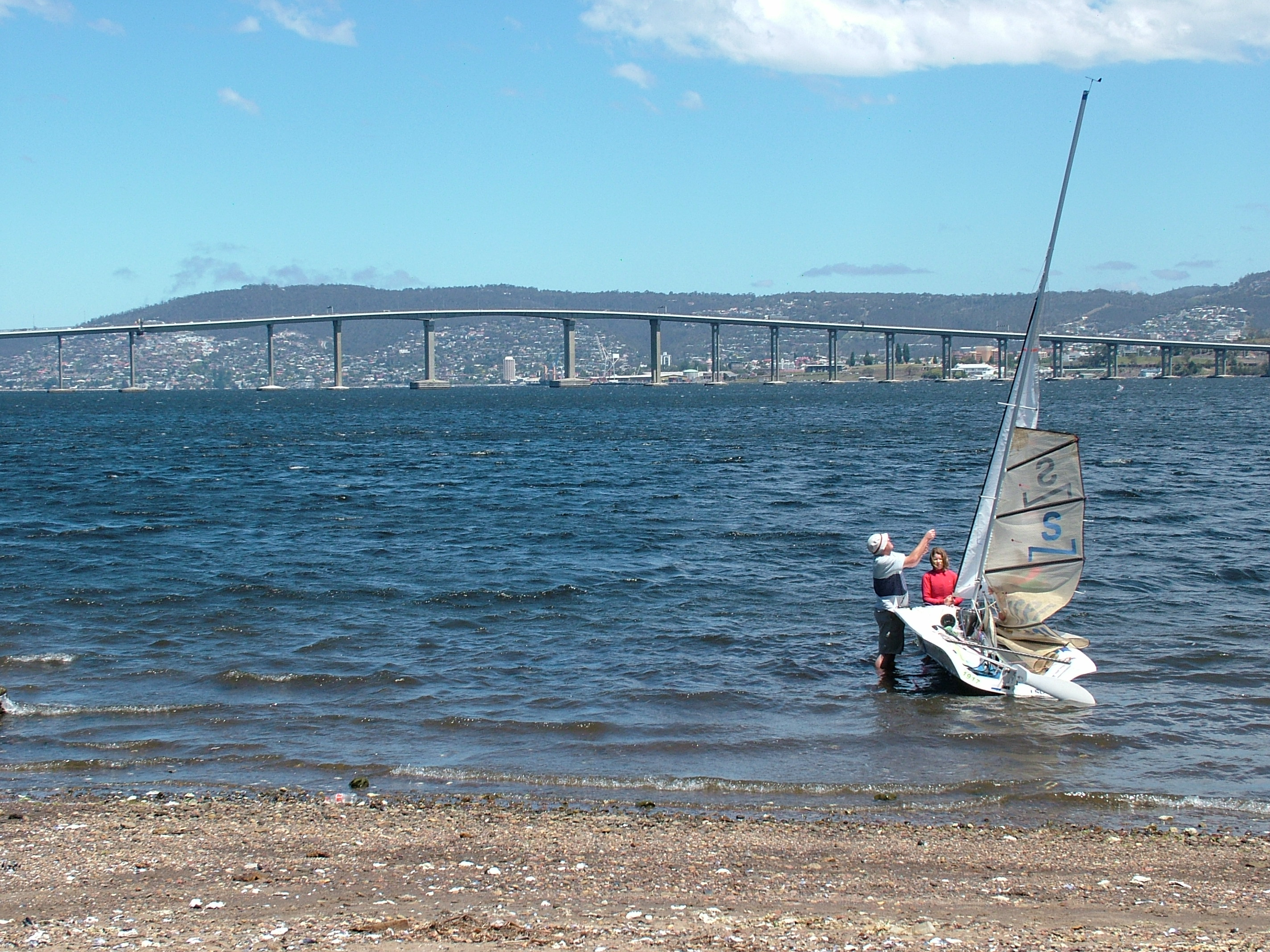
Le pont et la ville
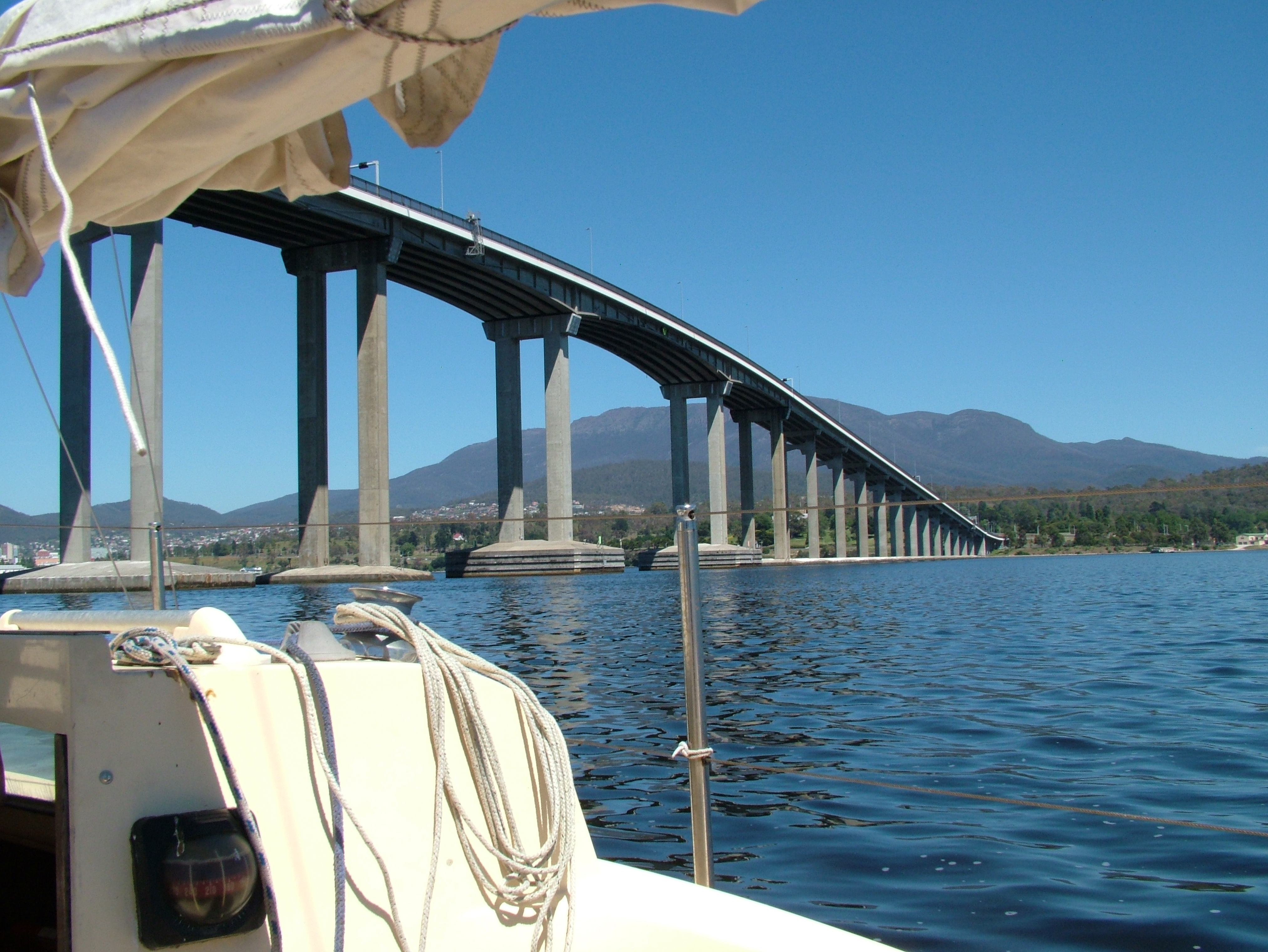
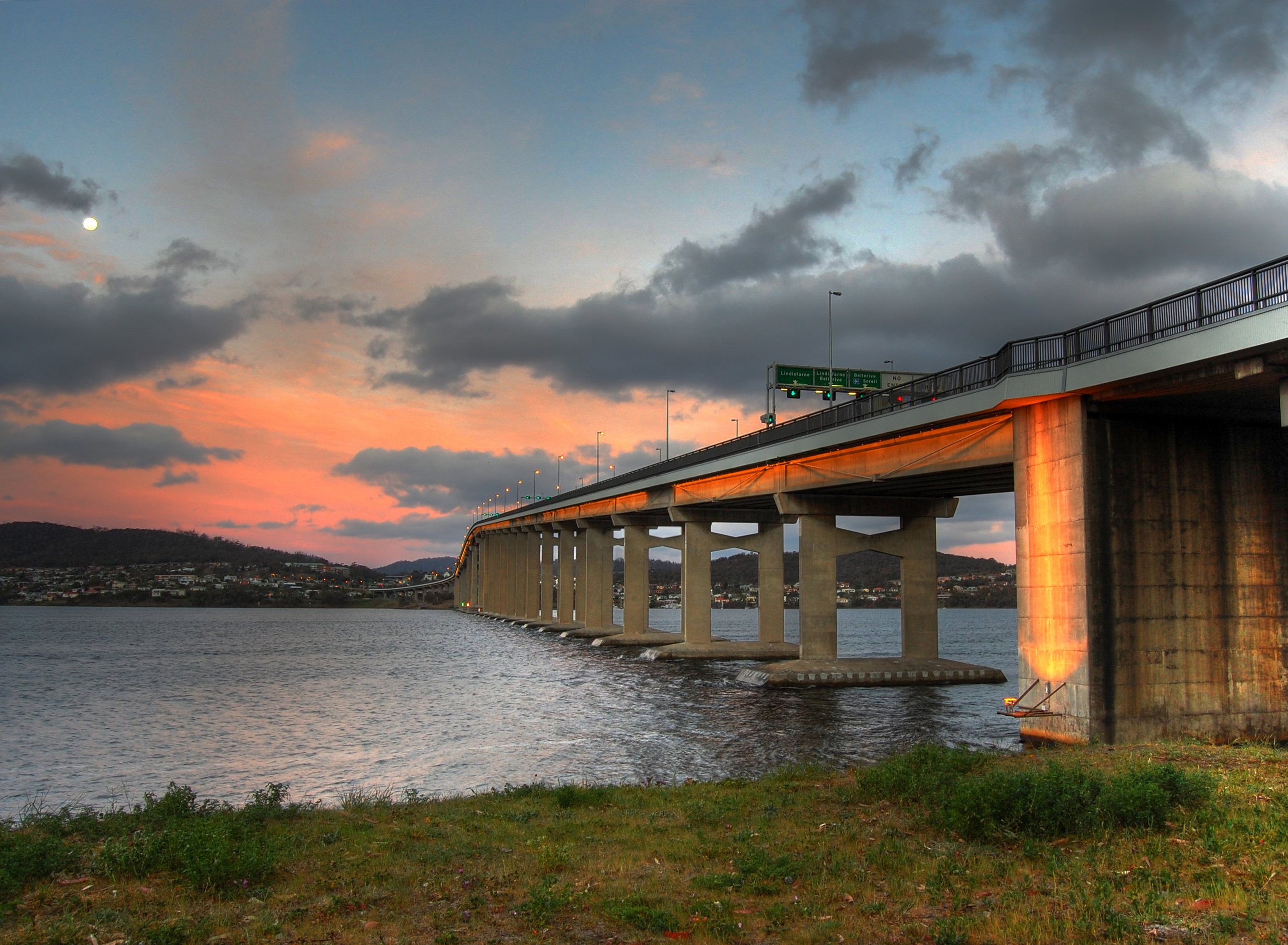
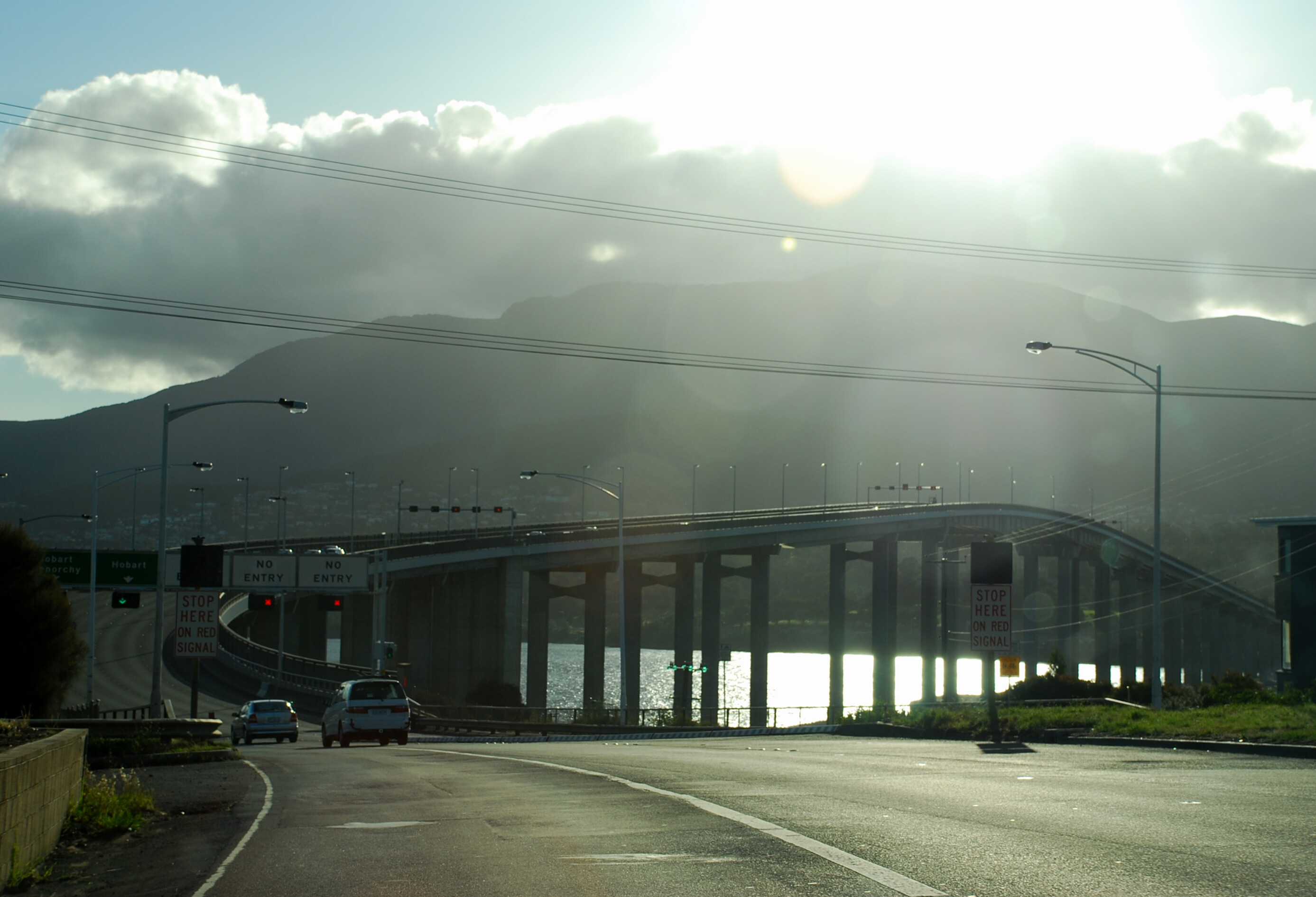